# Francisco Wiesner Rozo
Francisco Wiesner Rozo (Bogotá, 1904 - Bogotá,1983) fue un ingeniero civil colombiano de ascendencia alemana. Se desempeñó como gerente, secretario, superintendente del Empresa de Acueducto y Alcantarillado de Bogotá, su presencia en la dirección de la política de aguas para la ciudad de Bogotá fue definitiva para que al finalizar el siglo XX la ciudad tuviera asegurado el suministro de Agua. Se considera una figura clave en el desarrollo de los sistemas de agua y alcantarillado de Colombia.

## Biografía
Wiesner nació en Bogotá, Colombia y era hijo de Francisco Antonio Wiesner y Tulia Rozo Laverde. Fue bachiller del Gimnasio Moderno e ingeniero civil de la egresado de la Universidad Nacional de Colombia. 

Entró a la empresa de Empresa de Acueducto y Alcantarillado de Bogotá en 1926, cuando se llamaba Empresas Públicas de Acueducto y el Tranvía, y, desde entonces, desempeñó un papel fundamental en la construcción y expansión del sistema hídrico de la ciudad. Lideró importantes proyectos de infraestructura, entre ellos la construcción del embalse La Regadera, finalizada en 1938 y considerada una de las primeras hazañas de la ingeniería colombiana. Su trayectoria profesional se extendió por 57 años, durante los cuales participó activamente en múltiples etapas del desarrollo urbano, incluida su intervención en los proyectos de Vitelma (1938), Tibitoc (1959) y Chingaza (1983). 

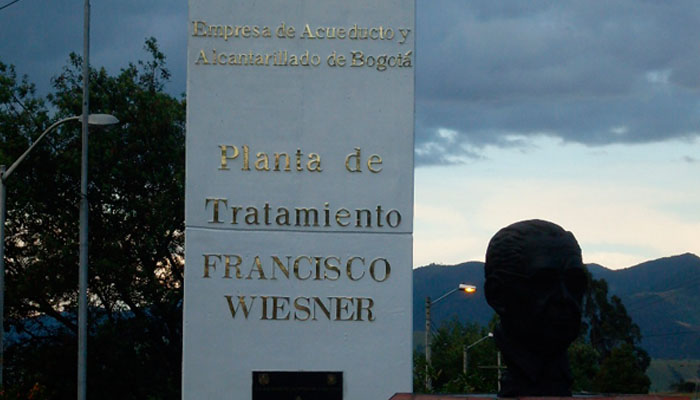
Planta de Tratamiento Francisco Wiesner

Tras su jubilación en 1962, continuó ofreciendo sus servicios de forma voluntaria, demostrando un compromiso inquebrantable con la empresa y el servicio público. Su legado técnico y humano fue tan significativo que, en reconocimiento, se nombró en su honor la planta de tratamiento ubicada en La Calera. Recordado como un hombre trabajador, honesto y dedicado, Francisco Wiesner Rozo dejó una huella imborrable en la ingeniería colombiana y en la vida cotidiana de millones de bogotanos.

## Homenajes
- En 1928 recibe el premio Manuel Ponce de León otorgado por la Sociedad Colombiana de Ingenieros.[9][10]
- En 1959 recibió la Cruz de Boyacá, de manos del presidente de la República, Alberto Lleras Camargo. [11]
- Planta de Tratamiento de Aguas Francisco Wiesner